# Potok Wielki (Lublin)
Pour les articles homonymes, voir Potok Wielki.
Potok Wielki (prononciation : [ˈpɔtɔk ˈvjɛlki]) est un village polonais de la gmina de Potok Wielki dans le powiat de Janów Lubelski de la voïvodie de Lublin dans l'est de la Pologne.
Le village est le siège administratif (chef-lieu) de la gmina appelée gmina de Potok Wielki .
Il se situe à environ 17 kilomètres au nord-ouest de Janów Lubelski (siège du powiat) et 57 kilomètres au sud-ouest de Lublin (capitale de la voïvodie).
Le village comptait approximativement une population de 502 habitants en 2008.

## Histoire
De 1975 à 1998, le village est attaché administrativement à la voïvodie de Tarnobrzeg.

Depuis 1999, il fait partie de la voïvodie de Lublin.